# Apfel (Erzählungen)
Apfel ist eine Sammlung von Erzählungen des deutschen Autors Michael Schulte, die 1986 veröffentlicht wurde.

## Inhalt
Der Band enthält Geschichten und Episoden, die Michael Schulte während seiner einjährigen Aufenthaltszeit als Auswanderer in New York, dem namengebenden Big Apple, nach 1982 gesammelt und verfasst hat. Dabei heben sich seine ironischen Geschichten aus New York von denen herkömmlicher Reiseführer ab. Das Chaos der Metropole wird bei ihm in seine Bestandteile geordnet – selbst für die kleinste Absonderlichkeit hat er eine Schublade bereit.

## Kritik
Auch diesem Werk attestierten die Kritiker eine „Nähe zu Karl Valentin“. Dabei erfassten seine quirligen Retrospektiven die Atmosphäre jener weiten Welt, von der er so zielgerichtet und freundlich träume. 

## Ausgaben
- Michael Schulte: Apfel. Renner, München 1986, 101 S., ISBN 3-921499-83-6 / ISBN 978-3921499832

## Hörbuchfassung
- New York City : Stadt der hundert Städte. Von Michael Schulte. Gelesen von Philipp Schepmann, zwei Audiokassetten, Steinbach, Schwäbisch Hall 1998, ISBN 3-88698-447-8.